# アンヌ・ダシエ

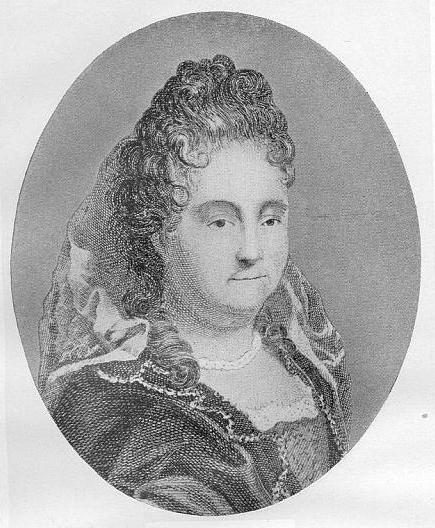
アンヌ・ダシエ

アンヌ・ルフェーヴル・ダシエ（仏: Anne Le Fèvre Dacier, 1654年 – 1720年8月17日）は、フランスの古典学者、翻訳家。生前はダシエ夫人の名でよく知られた。

## 略歴
ソミュールで生まれ育つ。ギリシア語とラテン語の大家である父タヌギー・ルフェーヴルが1672年に没したのを機に、パリへ移り住む。かねてから翻訳してきたカリマコスの作品を出版すると好評を博し、フランス王太子版（ルイ14世の王子教育のため編纂されたラテン文集 Delphin Classics）の編集に招かれた。夫のアンドレ・ダシエは父の教え子の古典学者で、二人の結婚は「ギリシア語とラテン語の結婚」と言われた。
1681年にはアナクレオンやサッフォーの詩の散文訳を世に出し、続く数年間にプビリウス・テレンティウス・アフェルやプラウトゥスの戯曲、アリストパネスの詩を、やはり散文訳で出版した。1684年神学研究のため夫婦でカストルへ下がる。1685年ナントの勅令廃止に伴い夫婦ともどもカトリックに改宗し、国王ルイ14世から年金を受けることになる。
1699年イーリアスを、9年後オデュッセイアを散文体で翻訳し、名声を得た。これによってフランスの多くの文学者がホメーロスを知る。1714年アントワーヌ・ウダール・ド・ラ・モットという男がイーリアスを好き勝手に改変しつつ韻文で抄訳し、解説で古代人ホメーロスをこきおろした。同年アンヌ・ダシエは『嗜好の頽廃の原因』と題する600頁超の反論を出し、ホメーロスを擁護した。古代文学と近代文学との優劣を問う論争に発展し、新旧論争の様相を呈した。ラ・モットの後ろ盾であるジャン・テラソン神父は、ルネ・デカルトの科学と哲学が人知を発達させたために、18世紀の詩人は古代ギリシアの詩人より格段に優れていると主張する人物だった。結局、両者ともホメーロスが偉大な天才であることに異論はなく、1716年にアカデミー・フランセーズ会員ヴァランクールの仲裁により形式上和解した。晩年は病に伏したままルーヴルの地で歿。